# Tobiasz patriarcha
Tobiasz patriarcha (Tobias Patriarcha starego zakonu z łacińskiego języka na polski nowo a pilnie przełożony) – przekład Księgi Tobiasza na język polski, wydany w 1539.
Przekład został wydany w 1539 w Krakowie w drukarni Szarfenbergów. Egzemplarz dzieła znajduje się w Bibliotece Czartoryskich w Krakowie. Autor przekładu nie jest znany. Dokonał go z łacińskiej podstawy, prawdopodobnie Wulgaty. Księga, ze względu na atrakcyjność fabularną i zróżnicowanie formalne, cieszyła się dużą popularnością. Wydanie przekładu wznawiane było w 1540 i 1545. Tekstem prawdopodobnie posługiwali się późniejsi tłumacze Biblii, jak Jan Leopolita i Jakub Wujek.